# 10175 Aenona
10175 Aenona è un asteroide della fascia principale. Scoperto nel 1996, presenta un'orbita caratterizzata da un semiasse maggiore pari a 2,2713231 UA e da un'eccentricità di 0,1279510, inclinata di 5,70316° rispetto all'eclittica.
L'asteroide è dedicato a Nona, città croata, tramite il suo antico nome in latino.